# Harold Hardman
Harold Payne Hardman (ur. 4 kwietnia 1882 w Kirkmanshulme w Manchesterze, zm. 9 czerwca 1965 w Sale, Cheshire) – brytyjski zawodnik występujący na pozycji.

## Kariera
W latach 1900–1903 występował w drugoligowym zespole Blackpool. W 73 spotkaniach zdobył 10 bramek. W 1903 roku przeszedł do pierwszoligowego Evertonu. W latach 1903–1908 w 130 występach zdobył 25 goli. Jako zawodnik Evertonu brał udział w igrzyskach olimpijskich 1908 w Londynie i zdobył złoty medal. Zagrał we wszystkich trzech spotkaniach. W tym samym roku został zawodnikiem Manchesteru United. W jego barwach rozegrał 4 spotkania, nie strzelając żadnej bramki. W 1909 został zawodnikiem Bradford City. Rozegrał 20 spotkań, w których strzelił 2 gole. W 1910 został zawodnikiem drużyny Stoke. W ciągu 3 lat rozegrał 54 spotkania, w których zdobył 10 goli. W 1913 roku przeniósł się do drużyny Manchesteru United, w barwach którego nie wystąpił w żadnym spotkaniu.